# 安食 (かすみがうら市)
安食（あんじき）は、茨城県かすみがうら市の大字。郵便番号300-0205。

## 地理
北は霞ヶ浦、東は柏崎、南は岩坪、下軽部、西は宍倉に隣接している。

## 小字
小字は以下の通り。
- 入間下（いるました）
- ウルワシ（うるわし）
- 大北（おおきた）
- 大島（おおしま）
- 大峯下（おおみねした）
- 風返（かざかえし）
- 勝見掛ヶ（かつみがけ）
- 北ヒシキ（きたひしき）
- 北菱木（きたひしき）
- 栗水（くりみず）
- 久保折戸（くぼおりと）
- 小津（こづ）
- 高賀津（こうかつ）
- 猿内（さるうち）
- 下川（しもかわ）
- シタラシ（したらし）
- スワ久保（すわくぼ）
- ススキ入（すすきいり）
- スワクボ（すわくぼ）
- 太子（たいし）
- 田子内（たごうち）
- 平（たいら）
- 鶴町（つるまち）
- 天王下（てんのうした）
- 天神下（てんじんした）
- 堂ヨリ上（どうよりうえ）
- 堂南根（どうもとみなみね）
- 堂ヨリ下（どうよりした）
- 中道（なかみち）
- 西田（にした）
- 西入間（にしいりま）
- 西平（にしだいら）
- 野中（のなか）
- 八幡（はちまん）
- 塙入（はなわいり）
- 塙下（はなわした）
- 一ツ橋下（ひとつばしした）
- 柊（ひいらき）
- 富士平（ふじだいら）
- 堀ノ内（ほりのうち）
- 南ヒシキ（みなみひしき）
- ミタラシ（みたらし）
- 三ツ谷（みつや）
- 宮下（みやした）
- 南菱木（みなみひしき）
- 山ノ下（やまのした）
- 山ノ越（やまのこし）
- 富士ノ下
- 藤平（ふじだいら）

## 歴史
江戸期は安食村であり、常陸国新治郡のうち。はじめ佐竹氏領、元禄年間・幕末ともに水戸藩領。村高は寛永12年「水戸領郷高帳」では柏崎・岩窪とともに1,722石余（ほか新田44石余）、「元禄郷帳」1,432石余、「天保郷帳」1,486石余、「旧高薄」1,400石余。助郷は加助郷。年貢米を水戸藩領では当村の三ツ谷・高賀津・小津および柏崎村・田伏村から小川へ運んだ。明和3年刊「不言集」にはじめて当村と有河村の俳人の名がみえる。当村出身の竹内延豊（其白）は草分けで中心的役割を果たし、同じく竹内延猷（一兆）は8年「俳諧今七部集」を出した。一兆は天狗党の筑波山主唱者の1人の竹内百太郎の父である。元治元年天狗党の筑波山挙兵に際し、当村出身の竹内百太郎は藤田小四郎と宍倉村出身の岩谷敬一郎とともに潮来遊郭において挙兵の相談をし、軍資金の不足分を負担した。百太郎は天保2年富豪で郷士でもある竹内家に生まれた。家業は醤油醸造や秘薬「神応丸」を製造していた。百太郎と天狗党でも行動をともにした太宰清右衛門は、千葉周作の門で剣の修行をしていた時に知り合ったといわれる。奥州保原の絹糸真綿商人で、水戸藩における国防尊重の気風に目をつけ、武具装備のための鎧の縅用などの絹糸を一括納入する御用達になることを考えるが、手続の楽な郷士身分になり、竹内家の分家として当村に住居を構え天狗党決起の際、百太郎とともに参加した、太宰は元治元年宍倉村で自殺。百太郎は斬死（出島村史）。寺院は真言宗福蔵寺・地蔵院、神社は大宮明神（新編常陸）。明治8年茨城県、同11年新治郡に所属。明治10年に安食小学校創立。同20年養蚕の農事巡回教師の指導を受けた。明治22年安飾村の大字となる。

### 年表
- 1875年（明治8年） - 茨城県に所属。
- 1878年（明治11年） - 新治郡に所属。
- 1889年（明治22年）4月1日 - 町村制施行し、安食村、柏崎村、岩坪村、下軽部村が合併し新治郡安飾村が発足。安飾村大字安食となる。
- 1955年（昭和30年）2月11日 - 下大津村・美並村・牛渡村・佐賀村・安飾村・志士庫村が合併して出島村が発足。出島むら町安食になる。
- 1997年（平成9年）4月1日 - 出島村が町制施行・改称して霞ヶ浦町となる。霞ヶ浦町安食となる。
- 2005年（平成17年）3月28日 - 霞ヶ浦町・千代田町が合併してかすみがうら市が発足。かすみがうら市安食となる。

## 小・中学校の学区
市立小・中学校に通う場合、学区は以下の通りとなる。
| 小学校         | 中学校   |
| -------------- | -------- |
| 霞ヶ浦北小学校 | 北中学校 |

## 世帯数と人口
2016年（平成28年）4月1日現在の世帯数と人口は以下の通りである。
| 大字 | 世帯数  | 人口  |
| ---- | ------- | ----- |
| 安食 | 303世帯 | 856人 |

## 施設
- 風返公民館
- 稲荷神社
- 高賀津公民館
- 平公民館
- 田子内コミュニティセンター
- 安飾地区公民館
- 宮下分館
- 小津公民館
- 北之坊公民館
- 安飾郵便局
- 柏崎揚排水機場
- 県営圃場整備田伏安飾地区三ツ谷用排水機場
- 福蔵寺
- 太宮神社
- 鍵戸稲荷神社
- 弁天沼王神社
- 玉取稲荷神社
- 稲荷神社
- 水神社

## 交通

### 道路
- 都道府県道
  - 茨城県道118号石岡田伏土浦線